# مظفر (اسم)
مظفر هو اسم علم مذكر من أصل عربي، ومعناه هو الفائز، الناجح، الغالب، الدائم، الظفر والنصر.

## شخصيات تحمل الاسم
- مظفر محمد علي (سولفا)(30/1/2001-لسه عايش)ويكيبيديا
- مظفر الحليم
- مظفر الدين شاه (23 مارس 1853 – 3 يناير 1907)
- مظفر الدين كوكبوري (1154 – 1233)
- مظفر القرميسيني
- مظفر النواب (شاعر عراقي، 1934 – )
- مظفر اوزدمير (ممثل تركي، 1957 – )
- مظفر إقبال (12 مايو 1954 – )
- مظفر باشتوبتشو (سياسي تركي، 1948 – )
- مظفر شاه ( – 1459)
- مظفر شريف (نفساني تركي، 29 يوليو 1906[3] – 16 أكتوبر 1988[3])

## وصلات خارجية
- موسوعة السلطان قابوس لأسماء العرب